# دوک الینگتون
ادوارد کندی الینگتون (به انگلیسی: Edward Kennedy Ellington) ‏(۲۹ آوریل ۱۸۹۹ – ۲۴ مه ۱۹۷۴) معروف به دوک یکی از پیانونوازان و آهنگسازان و رهبران ارکستر بزرگ تاریخ موسیقی جاز در آمریکا بود.
الینگتون حدود دو هزار اثر، از جمله کمدی‌های موزیکال، موسیقی برای باله و فیلم‌های سینمایی، یک اپرا و ترانه‌های کوتاه بی‌شمار و همچنین آثار سازی فراوانی را خلق کرد. او مخصوصاً برای گروه بزرگ جاز خود، آثاری را می‌نوشت و پیوسته نوازندگان چیره‌دستی را که سبک‌های موسیقایی متمایز و منحصربه‌فردی داشتند، به کار می‌گرفت. او کارش را در دهه ۳۰ آغاز کرد و در تمام دوران فعالیت خود، همراه با گروهش سفر می‌کرد و حدود شانزده میلیون کیلومتر را پیمود و بیش از بیست هزار برنامه در سراسر آمریکا و ۶۵ کشور دنیا اجرا کرد.

## پیشینه

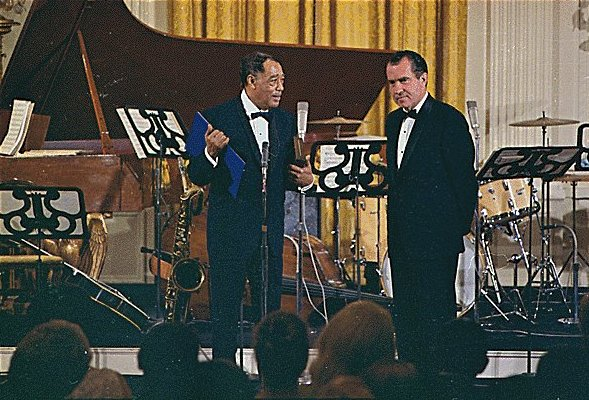
دوک الینگتون در حال دریافت مدال آزادی رئیس‌جمهوری از ریچارد نیکسون در سال ۱۹۶۹

او با نام ادوارد کندی الینگتون در واشینگتن و در خانواده‌ای متوسط به دنیا آمد و هنوز کودک بود که به خاطر رفتار، لباس پوشیدن و شخصیت ویژه‌اش، لقب دوک گرفت. والدین او پیش‌زمینهٔ موسیقایی داشتند و هنگامی که الینگتون به سن نوجوانی رسید، پیانو را به سبکی که رگتایم نامیده می‌شد، می‌نواخت. او ابتدا برای دوستانش و در مهمانی‌ها می‌نواخت و خیلی زود گروه کوچکی به نام «نغمه‌سرایان دوک» تشکیل داد.
الینگتون در سال ۱۹۲۳ به نیویورک رفت و در آنجا دنبال نوازندگانی گشت که بتوانند نغمه‌های خاص گروه او را بنوازند. به‌ویژه نوازنده ترومپت: جیمز «بابر» مایلی که نوازندگی او با به‌کارگیری آواهای منحصربه‌فردی که از طریق استفاده از ابزار تغییر صدا، تشخ‍ّص ویژه‌ای داشت، باعث شد که گروه کوچک الینگتون از یک گروه کوچک آبرومند به یک گروه معتبر و عظیم جاز تبدیل شود. الینگتون در سال ۱۹۲۷ در باشگاه کاتن که معتبرترین باشگاه شبانه در منطقه هارلم نیویورک بود به اجرای برنامه پرداخت. در اواخر دهه ۲۰، با ارکستر دوازده‌نفرهٔ خود قطعات معروفی را خلق و ضبط کرد. الینگتون از طریق ضبط و پخش آثارش و نیز از طریق برنامه‌های رادیویی که از باشگاه کاتن پخش می‌شدند، اعتباری ملی و بین‌المللی پیدا کرد. او در سال ۱۹۳۱، گروه خود را برای اولین سفر در ایالات متحده، به راه انداخت.
در سال ۱۹۴۳، ارکستر الینگتون برای نخستین بار در تالار کارنگی که یکی از معتبرترین مراکز اجرای موسیقی در آمریکاست برنامه اجرا کرد و تا سال ۱۹۵۲، این گروه کم و بیش هر سال در تالار کارنگی به اجرای برنامه می‌پرداخت.
الینگتون که مردی مذهبی بود، در دهه ۶۰، کنسرت‌هایی با موسیقی‌های مذهبی اجرا کرد. الینگتون در دوره کاری خود قطعاتی را خلق کرد که برای رپرتوارهای جاز به عنوان استاندارد تلقی می‌شوند.

## سبک
ویژگی‌های بارز موسیقی الینگتون استفاده نامتعارف از سازها و ترکیب اصوات آنهاست. او از صدای انسان به عنوان ساز استفاده می‌کرد. او همچنین نوازندگانی را استخدام می‌کرد که سازها را به شیوه‌ای می‌نواختند که صدایی را تقلید می‌کرد. از جمله «تریکی سام» نانتون که با ترومبون خود صداهایی نظیر گفتگوی انسان‌ها را تولید می‌کرد. آثار ماندگار الینگتون هرچند قطعاتی سازی هستند که او تنظیم کرده‌است و در این میان، بسیاری از آثار او به‌وضوح میراث آفریقایی-آمریکایی او را نمایندگی می‌کنند.

## جوایز و افتخارات
الینگتون در طول زندگی خود جوایز بی‌شماری را به دست آورد، از جمله یازده بار جایزه گرمی و نوزده دکترای افتخاری. او در سال ۱۹۶۹، مدال آزادی ایالات متحده آمریکا و در سال ۱۹۷۳ نشان لژیون دونور فرانسه را که عالی‌ترین مدال‌های ملی این کشورهاست، دریافت کرد. در سال ۱۹۸۸ مؤسسه اسمیتسونین در واشینگتن، بایگانی کامل او را که شامل دویست هزار صفحه آثار و مدارک موسیقایی چاپ نشده بود، در اختیار گرفت تا علاقه‌مندان بتوانند از آن‌ها استفاده کنند.

## ایران و افغانستان
در سپتامبر ۱۹۶۳ و در دوران جنگ سرد دوک الینگتون به همراه ارکسترش طی یک تور بلند مدت که از سوی وزارت خارجه آمریکا حمایت مالی می‌شد، در کشورهای اردن، لبنان، افغانستان، هند، سریلانکا، پاکستان، ایران، عراق و ترکیه کنسرت برگزار کردند.
وی همچنین در دهه ۱۹۶۰ میلادی، قطعه‌ای به نام و افتخار اصفهان تنظیم نمود که مورد توجه قرار گرفت.